# Поклуша-де-Беюш
Поклуша-де-Беюш (рум. Poclușa de Beiuș) — село у повіті Біхор в Румунії. Входить до складу комуни Шоймі.
Село розташоване на відстані 397 км на північний захід від Бухареста, 48 км на південь від Ораді, 115 км на захід від Клуж-Напоки, 119 км на північний схід від Тімішоари.

## Населення
За даними перепису населення 2002 року у селі проживали 117 осіб, усі — румуни. Усі жителі села рідною мовою назвали румунську.